# Heather Locklear
Heather Locklear est une actrice américaine née le 25 septembre 1961 à Westwood, un quartier de Los Angeles en Californie.
Elle est surtout connue pour avoir joué le rôle d'Amanda Woodward dans la série télévisée Melrose Place (1993-1999). Précédemment, elle a été révélée par le feuilleton Dynastie (1982-1989). Au début des années 2000, elle a rejoint la distribution de la comédie Spin City (1999-2002).

## Biographie

### Jeunesse et formation
Heather Locklear est la fille de Diane et Bill Locklear. Elle grandit dans une famille de quatre enfants dont elle est la benjamine[réf. nécessaire].
Sportive et passionnée par les automobiles, elle écourte ses études à l’université UCLA pour se lancer dans une carrière de comédienne.
Elle a été formée à la comédie par Scott-Arthur Allen.

### Carrière

#### 1980-1992: révélation
À l'âge de vingt ans, Heather Locklear apparaît pour la première fois sur le petit écran dans le septième épisode de la quatrième saison de la série Chips intitulé « Les anges de Satan ». Il est diffusé le 14 décembre 1980 aux États-Unis sur la chaîne NBC.
Outre quelques rôles anecdotiques à la télévision, elle passe l'audition du premier rôle féminin de l'éphémère série fantastique Matthew Star (1982-1983). Face à elle, un autre jeune comédien, Tom Cruise. Les rôles leur échappent. Peter Barton et Amy Steel sont retenus.
Sa carrière décolle quand elle est recrutée par la production du feuilleton américain Dynastie en 1982. Locklear intègre la série dans le 5e épisode de la deuxième saison, L'Oiseau bleu, dans le rôle de l'arrogante et vénale Sammy Jo Reece. Locklear apparaît de façon régulière jusqu'au 18e épisode (L'Arme) puis de façon ponctuelle dans les saisons 3, 4 et 5. À partir de la saison 6 et jusqu'à la fin de la série en 1989, l'actrice occupe une place régulière dans la série. Elle a participé à un total de 124 épisodes.
En 1982, quand le rôle de Locklear dans Dynastie est ponctuellement en retrait, le producteur exécutif du feuilleton, Aaron Spelling, propose à la jeune actrice de rejoindre la distribution de la deuxième saison de la série policière Hooker dont il supervise également la production. Son personnage remplace celui joué par April Clough dans la première saison. Locklear incarne une jeune recrue de la police de Los Angeles et la fille du commandant, Stacy Sheridan. Elle conserve ce rôle aux côtés de William Shatner pendant quatre saisons, jusqu'à la fin de la série en 1986. Elle a joué dans un total de 84 épisodes.
À la même époque, Locklear apparaît dans deux épisodes distincts de L'homme qui tombe à pic. Ironiquement, elle était parfois confondue avec l'actrice principale de cette série Heather Thomas.
La comédienne fait sa première apparition au cinéma dans Charlie (1984). C'est un échec commercial car le film rapporte à peine plus de 15 millions de dollars sur le sol américain.
Entre 1989 et 1992, Locklear connaît une série d'échecs malgré l'intérêt manifeste de la télévision. En 1988, le rôle-titre de la comédie Murphy Brown lui échappe au profit de l'actrice Candice Bergen. En 1989, le film La Créature du lagon : Le Retour passe inaperçu et vaut à Locklear le trophée de la plus mauvaise actrice aux Razzie Awards en 1990. En 1991, le retour de l'actrice à la télévision dans la comédie Going Places, dont elle tient l'un des rôles principaux, est écourté par la chaîne ABC après dix-neuf épisodes. La sitcom, inédite en France, rassemble jusqu'à 22 millions de spectateurs mais, à l'époque, c'est insuffisant pour intégrer le top 20 des programmes les plus regardés aux États-Unis.

#### 1993-1998: consécration

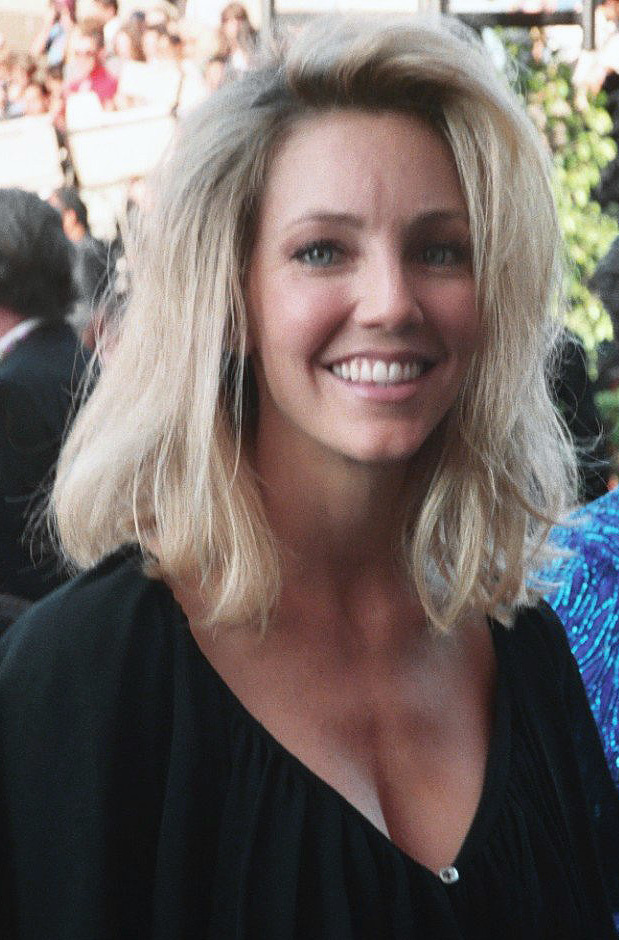
Heather Locklear lors des 45e Emmy Awards (1993).

À 31 ans, Heather Locklear voit sa carrière bondir grâce à Melrose Place en janvier 1993. La série dramatique est diffusée sur la chaîne FOX aux États-Unis et sur TF1 en France.
Le producteur Aaron Spelling, qu'elle connaît bien depuis Dynastie et Hooker, recrute l'actrice au milieu de la première saison de Melrose Place pour revigorer la série. La série a été lancée en juillet 1992 et ses audiences sont faibles. L'arrivée de Heather Locklear permet d'introduire un nouveau personnage dans un arc scénaristique de quatre épisodes, Amanda Woodward. Cette femme, séduisante et ambitieuse, mène la vie dure à Alison (Courtney Thorne-Smith), à la fois dans sa vie professionnelle et privée. Le personnage apparaît pour la première fois dans le 21e épisode de la première saison (Une image imparfaite) diffusé le 27 janvier 1993 aux États-Unis. Les audiences ont progressé de 91% sur le public de 18 à 49 ans entre février et mai 1993, soit la période de diffusion de la deuxième moitié de la première saison.
Devant l'adhésion du public, Locklear voit son contrat prolongé jusqu'à la fin de la première saison. Locklear a donné "un côté soap opera" à la série, dit le créateur et showrunner Darren Star pour en expliquer le succès. À partir de la deuxième saison, elle est créditée au générique de façon régulière avec la mention honorifique "special guest star" jusqu'à la conclusion de la série en 1999. Elle aurait obtenu une augmentation de salaire de 60% (40 000 dollars par épisode) par la même occasion. En 1996, le magazine People prétend qu'elle touche un cachet de 100 000 dollars par épisode. Au moment d'endosser le rôle d'Amanda Woodward pour une septième saison en 1998, l'actrice a négocié afin d'être promue coproductrice de la série.
Locklear a joué dans un total de 205 épisodes de Melrose Place. Entre 1994 et 1997, elle a reçu quatre nominations aux Golden Globes dans la catégorie meilleure actrice dans un drame pour sa prestation.
En parallèle, Locklear tient le rôle principal de deux téléfilms notables. Texas Justice est un film en deux parties inspiré du procès pour meurtre et tentative de meurtre de T. Cullen Davis. La première partie diffusée sur ABC le 15 février 1995 est à la 7e place des programmes les plus regardés aux États-Unis. Les Voix du passé est un téléfilm diffusé par NBC le 27 mai 1996 dans lequel Locklear interprète une mère de famille aux multiples personnalités. Sa prestation est saluée par la critique, bien que le film manque de crédibilité. "Locklear interprète les rôles avec vigueur et un flair théâtral, à défaut de vraisemblance", écrit Variety. "Locklear parvient [...] à donner de la dignité à tous les visages de Suzy" commente People.
Au cinéma, Locklear fait une apparition mémorable dans la comédie Wayne's World 2 (1993). Elle a une scène muette de la comédie Le Club des ex (1996) de Hugh Wilson et tient un rôle secondaire dans la comédie policière Argent comptant (1997) de Brett Ratner.

#### 1999-2008: confirmation
En mai 1999, la diffusion de Melrose Place est stoppée par FOX à cause de l'érosion des audiences. Contactée par l'acteur Michael J. Fox, Locklear intègre la comédie Spin City sur ABC. Elle s'installe à New York où se déroule le tournage. Elle apparaît dès le début de la quatrième saison (Un dur réveil) diffusé le 21 septembre 1999 aux États-Unis. Locklear retrouve son ancien partenaire de Going Places, Alan Ruck.
Le nouveau millénaire démarre sous les meilleurs auspices pour Heather Locklear. Spin City est à la 5e place des comédies les plus regardées sur ABC chez les adultes de 18 à 49 ans. Le 24 mai 2000, l'épisode final de la 4e saison, qui marque le départ de Michael J. Fox pour raisons de santé, est l'un des plus regardés de la décennie avec 32,8 millions de spectateurs. L'acteur Charlie Sheen est recruté pour succéder à Michael J. Fox. Le tournage est déplacé à Los Angeles,,. Locklear signe pour une deuxième saison dans Spin City, la cinquième dans l'histoire de la série. Elle et Sheen ont partagé l'affiche du film Argent comptant quatre ans plus tôt. Les audiences progressent, passant d'une moyenne de 11,8 à 12,1 millions de spectateurs entre les saisons 4 et 5, avec une hausse notable (+13%) chez les adolescents. Spin City décroche une sixième saison qui sera la dernière, avec une audience réduite à 9,1 millions de spectateurs en moyenne. Locklear a figuré dans un total de 71 épisodes. En 2000 et 2002, l'actrice a reçu deux nominations aux Golden Globes dans la catégorie meilleure actrice dans une comédie pour sa prestation dans Spin City.
Lors de la saison 2002-2003 qui débute en septembre, c'est la première fois depuis septembre 1993 que Heather Locklear n'est pas créditée au générique régulier d'une série télévisée. Elle apparaît dans deux épisodes de Scrubs, la nouvelle série de Bill Lawrence, créateur et producteur de Spin City. Les épisodes Mes premiers pas et Mes petits larcins comptent parmi les meilleures audiences de la saison aux États-Unis (17,5 et 19,9 millions de spectateurs respectivement pour une audience moyenne de 15,94 millions de spectateurs).
Locklear revient à la télévision en 2004 avec le blockbuster LAX, une comédie dramatique très attendues sur les coulisses de l'aéroport de Los Angeles diffusée par NBC. Après un démarrage correct aux États-Unis (13 millions de spectateurs), les audiences s'effondrent avec une moyenne de 6,5 millions de spectateurs. La série est annulée au terme de la production de treize épisodes. C'est à ce jour le plus gros échec télévisuel de la comédienne. Quelques mois plus tard, le producteur Charles Pratt Jr confirme que Locklear avait été envisagée dans l'un des rôles principaux de la série Desperate Housewives, qui remporte un énorme succès international. Cela ne s'est pas concrétisé car l'actrice était sous contrat avec le network NBC pour la série LAX.
Au cinéma, Locklear décroche des rôles notables dans les comédies romantiques Filles de bonne famille (2003) de Boaz Yakin et L'Homme parfait (2005) de Mark Rosman. Elle obtient également un rôle secondaire dans Les Looney Tunes passent à l'action (2003) de Joe Dante. Il s'agit du seul film à gros budget (environ 80 millions de dollars) auquel l'actrice a participé dans sa carrière. Malgré des critiques aimables, il n'a pas rencontré le succès attendu avec des recettes mondiales limitées à 68,5 millions de dollars,.
En 2006, elle est l'un des six comédiens choisis pour rendre hommage à Aaron Spelling lors de la 58e cérémonie des Emmy Awards à Los Angeles, avec Joan Collins, Farrah Fawcett, Kate Jackson, Jaclyn Smith et Stephen Collins. Elle était surnommée "my lucky penny" par le célèbre producteur, avec lequel elle a collaboré huit fois à la télévision entre 1982 et 1999, pour des rôles ponctuels (La croisière s’amuse, L’île fantastique, Matt Houston, Hôtel) et réguliers dans des séries télévisées (Dynastie, Hooker, Melrose Place), ainsi que dans des téléfilms (Rich Men, Single Women, Dynastie : La Réunion).
Le même année, elle figure dans le clip vidéo de la chanson Crash Here Tonight de Toby Keith, issue de l'album White Trash With Money (2006). À la date du 20 avril 2019, il a été vu plus de 2,6 millions de fois sur YouTube. En 2007 et 2008, Locklear est la tête d'affiche de deux téléfilms, Captive du souvenir et Flirt à Hawaii, qui réalisent parmi les meilleures audiences du réseau américain Lifetime. Le premier se classe dans les dix programmes les plus regardés de l'histoire de la chaîne.

#### Depuis 2010: déclin
Après avoir hésité, Heather Locklear reprend son rôle culte dans Melrose Place : Nouvelle Génération en 2010. L'actrice apparaît à partir du dixième épisode de la saison 1. L'audience augmente de 20%. Mais la chaîne CW ne juge pas cela suffisant et stoppe la production au terme de la saison.
Locklear se fait rare à la télévision comme au cinéma. Elle apparaît néanmoins dans Scary Movie 5, le cinquième volet de la franchise. Le film rencontre un modeste succès commercial (78 millions de dollars dans le monde) et reçoit un très mauvais accueil critique. Elle participe à trois épisodes de la sitcom Hot in Cleveland dans le rôle de Chloe Powell. Puis rejoint la distribution principale de la troisième saison de la comédie judiciaire Franklin and Bash dans le rôle de Rachel King, la nouvelle avocate du cabinet Infeld Daniels. L'accueil critique est plutôt favorable,. L'audience moyenne de la saison (2,11 millions de téléspectateurs) est inférieure de près de 27 % à celle de la saison précédente (2,88 millions). Locklear ne revient pas dans la quatrième et dernière saison.
En 2014, elle participe à la vidéo en hommage à l'assistant réalisateur Sarah Jones décédée accidentellement.
En 2016, elle reprend le chemin des studios avec le premier rôle du téléfilm romantique La Guerre des ex (The Game of Love) aux côtés de Lochlyn Munro. La même année, elle décroche un rôle secondaire dans le feuilleton sentimental Too Close to Home (en), la première fiction de la chaîne TLC encore inédite en France. Elle joue Katelynn Christian, la Première dame des États-Unis. La série est stoppée à la fin de la deuxième saison malgré une hausse des audiences de 52%.
L'actrice reste tout de même relativement populaire. Elle est mentionnée en 2010 dans l'une des dernières scènes du film Very Bad Cops (The Other Guys'') et en 2017 dans l'épisode 10 de la saison 3 de la série Unbreakable Kimmy Schmidt.
En 2021, plus de 4 ans après sa dernière apparition télévisuelle, Heather Locklear fait son retour à la télévision à l'affiche du téléfilm biographique Don't Sweat the Small Stuff: The Kristine Carlson Story. L'actrice interprètre Kristine Carlson, une auteure qui voit sa vie basculer lorsque son mari meurt soudainement et qu'elle doit s'acclimater aux différents changements dans sa vie familiale et professionnelle. Cette fiction sera diffusée en octobre 2021 sur Lifetime.

### Vie privée
Dans la première moitié des années 1980, Heather Locklear entretient une liaison avec l'acteur Scott Baio. « Heather Locklear était la première fille que j'avais jamais aimée. C'était la meilleure nana du monde et j'ai tout ruiné », a déclaré le comédien. Elle fréquente également brièvement l'acteur Mark Harmon à la fin de l'année 1984.

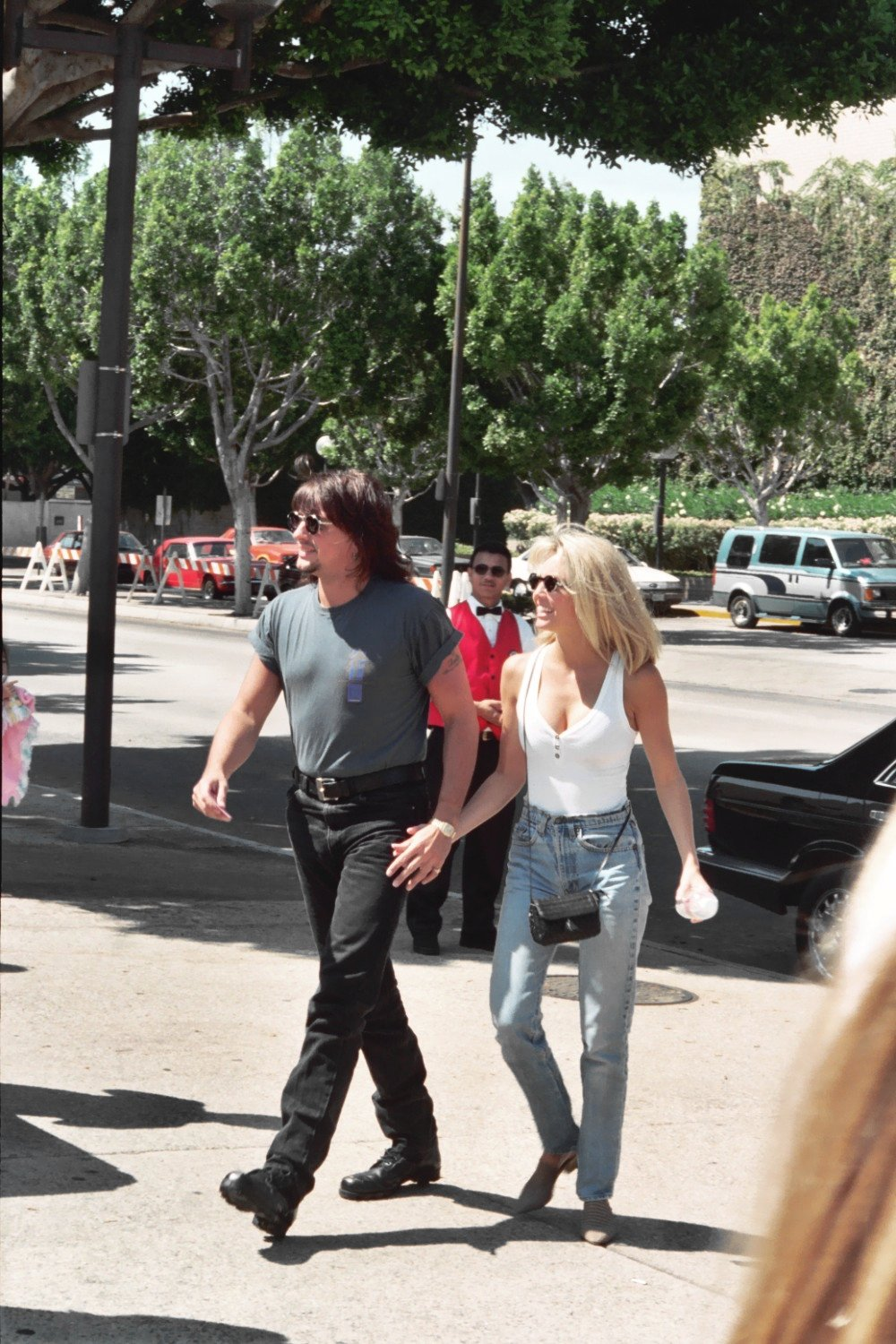
Heather Locklear en compagnie de son ex-mari, le musicien Richie Sambora.

Le 10 mai 1986, elle épouse Tommy Lee, le batteur du groupe de hard-rock Mötley Crüe. La cérémonie rassemble environ 500 invités dans l'hôtel de luxe Santa Barbara Biltmore. Les deux jeunes gens se sont rencontrés dans les coulisses d'un concert de REO Speedwagon par l'intermédiaire du comptable de Mötley Crüe, Chuck Shapiro, dont le frère était le dentiste de Locklear, raconte Lee dans l'ouvrage The Dirt. Le single Without You (en) figurant dans l'album Dr Feelgood (1989) du groupe Mötley Crüe évoque sa relation avec Tommy Lee. Cette ballade a été écrite par Nikki Sixx et Mick Mars. Le couple divorce en 1993. Peu de temps après, l'actrice déclare : « Je ne suis pas dévastée ou détruite, c'est juste triste ».
Elle se marie une seconde fois le 17 décembre 1994 à Paris au guitariste, compositeur et chanteur Richie Sambora, membre du groupe de rock Bon Jovi. De leur union naît une fille, Ava Elizabeth, le 4 octobre 1997. En février 2006, Locklear demande le divorce, invoquant des "différends irréconciliables". Le divorce est officiellement prononcé en 2007. Sambora aura peu de temps après une relation avec l'actrice Denise Richards, qui a démenti l'avoir fréquenté quand il vivait encore avec Locklear.
Après avoir entretenu une brève relation avec l'acteur David Spade, avec lequel elle est toujours amie, Locklear s'est rapprochée du comédien Jack Wagner, son partenaire dans Melrose Place. Le 13 août 2011, l'actrice se fiance à l'acteur dont elle partage la vie depuis quatre ans. Le 20 novembre 2011, ils annulent leur mariage pour ne pas bouleverser la vie de leurs enfants respectifs. D'avril 2013 à 2016, Heather Locklear a été en couple avec le chirurgien Marc Mani.  
Depuis juin 2008, date à laquelle elle entre pour la première fois dans un centre de traitement, l'actrice enchaîne les dépressions et se bat contre sa dépendance aux médicaments et à l'alcool.

### Démêlés judiciaires
En septembre 2008, Heather Locklear est arrêtée pour conduite sous influence. Les charges ont été abandonnées mais elle été contrainte à trois années de probation.
En avril 2010, l'actrice est suspectée d'avoir causé des dégâts matériel au volant de la BMW encore enregistrée au nom du couple Sambora. Elle n'est pas poursuivie.
En décembre 2011, une altercation entre l'actrice et son compagnon de l’époque, Jack Wagner, au domicile de l'acteur dans la vallée de San Fernando au nord de Los Angeles, requiert l'intervention de la police de Los Angeles. Aucune charge n'est finalement retenue contre eux.
Le 25 février 2018 au soir, la police intervient au domicile de l'actrice à Thousand Oaks, dans la banlieue ouest de Los Angeles. L'actrice est arrêtée pour des violences conjugales présumées à l'encontre de son compagnon Chris Heisser. Elle est également accusée par la police d'avoir agressé trois officiers, a indiqué le shérif de Ventura County. Elle a payé une caution de 20 000 dollars le lundi 26 février 2018 et a pu sortir de prison dans l'attente de son jugement. En avril, l'actrice plaide non coupable.
En juin 2018, elle est de nouveau interpellée à son domicile pour l'agression d'un policier et d'un urgentiste qui intervenaient sur la sollicitation d'un membre de la famille de la comédienne. En novembre 2018, il est révélé que l'urgentiste veut porter plainte. Peu de temps après, il est annoncé que Locklear a été internée dans un établissement psychiatrique parce qu'elle a "désespérément besoin d'aide". En 2019, elle poursuit son traitement à domicile. En mai de la même année, son état ne s'étant pas amélioré, il est révélé qu'elle est de nouveau admise dans un centre spécialisé.

## Publicités
Heather Locklear a été principalement l'égérie de plusieurs gammes de shampoings et de cosmétiques de L'Oréal (1997-2006). En mai 1999, elle a représenté la marque française au festival de Cannes.
Dans les années 1980 et 1990, elle a prêté son image aux marques Tame, Faberge, l'enseigne de grande distribution Sears et Nike. Elle a également participé à des spots publicitaires pour des clubs de fitness, Holiday Spa Health Clubs, Jack LaLanne/Holiday Spa et Pacific West Health & Tennis Club.

## Distinctions
Heather Locklear a reçu six nominations pour le Golden Globe de la meilleure actrice entre 1994 et 2002 pour ses prestations dans les séries Melrose Place et Spin City.
Lors de la cérémonie des Razzie Awards 1990, elle se voit décerner le prix de la plus mauvaise actrice pour son rôle dans le film La Créature du lagon : Le Retour.

## Voix françaises
En France, Dominique Dumont est la voix française régulière de Heather Locklear depuis Dynastie. Elle double également l'actrice Katherine Kelly Lang dans le feuilleton Amour, gloire et beauté.